# 第58回トニー賞
第58回トニー賞は、2004年6月6日にラジオシティ・ミュージックホールで開催され、アメリカ合衆国最大の放送局であるCBSテレビで放送された。ヒュー・ジャックマンが司会を務めた。
授賞式のテレビ放送は、クリエイティブ・アーツ・プライムタイム・エミー賞のバラエティ/音楽/コメディスペシャル部門を受賞し、ジャックマンは
プライムタイム・エミー賞のバラエティ/音楽個人パフォーマンス部門を受賞した。  

## 授賞式
ヒュー・ジャックマンは、ヘアスプレーの「ダイナマイト」、キャロライン・オア・チェンジの「ラジオ」、リトルショップ・オブ・ホラーズの「ウニ」、アベニューQ、ザ・ボーイ・フロム・オズ、ワンダフル・タウン、ウィキッドのキャストのメンバー、ラジオ・シティ・ミュージック・ホール・ロケッツと共に、オープニングナンバー「One Night Only」を披露。 
トニー・ベネットは「Lullaby of Broadway」を披露し、メアリー・J・ブライジはトニー賞の歌集から「What I Did for Love」を歌った。 

### 出演者
キャロル・チャニング、ショーン・コームズ、テイ・ディッグス、イーディ・ファルコ、ジミー・ファロン、ハーベイ・フィアスタイン、ビクター・ガーバー、ジョエル・グレイ、イーサン・ホーク、アン・ヘッシュ、ビリー・ジョエル、スカーレット・ヨハンソン、ニコール・キッドマン、ジェーン・クラコウスキー、ピーター・クラウス、スウジー・カーツ、LL Cool J、ネイサン・レーン、ローラ・リニー、ジョン・リスゴウ、ロブ・マーシャル、アン・ミーラ、ブライアン・ストークス・ミシェル、デイム・ヘレン・ミレン、サラ・ジェシカ・パーカー、アナ・パキン、バーナデット・ピーターズ、フィリシア・ラシャド、チタ・リベラ、ジョン・ルーベンスタイン、キャロル・ベイヤー・セイガー、マーティン・ショート、パトリック・スチュワート、ジェリー・スティラー、シガーニー・ウィーバー、マリッサ・ジャレット・ウィノクル、レネー・ゼルウィガー。

### 披露されたパフォーマンス[4]

#### 新しいミュージカル
- アベニューQ：カンパニーのメンバーが「It Sucks to Be Me」を披露
- ザ・ボーイ・フロム・オズ：特別出演のサラ・ジェシカ・パーカー、ヒュー・ジャックマン、カンパニーのメンバーが「Not the Boy Next Door」を披露
- キャロライン・オア・チェンジ：トンヤ・ピンキンズが「Lot's Wife」を披露
- ウィキッド：イディナ・メンゼル、クリスティン・チェノウェス、カンパニーのメンバーが「自由を求めて」を披露

#### リバイバル
- アサシンズ：カンパニー のメンバーが「Everybody's Got the Right」を披露
- 屋根の上のバイオリン弾き：アルフレッド・モリーナとカンパニーのメンバー が「（Tradition）」、「（Bottle Dance）」を披露
- ワンダフル・タウン：ドナ・マーフィーとカンパニーのメンバーが「Swing！」を披露